# Pâris dit Fabricius
Nicolas-Joseph Pâris, dit Fabricius est une personnalité de la Révolution française.

## Biographie
Commissaire national à Lille, appartient à la section du Théâtre-Français. C'est un proche de Danton. 
Au lendemain du 20 janvier 1793, Pâris demanda au Conseil général de la Commune de Paris à changer de nom, « attendu, disait-il, la conformité du sien avec celui du scélérat Pâris » (Philippe Nicolas Marie de Pâris) qui avait assassiné Louis-Michel Lepeletier de Saint-Fargeau.
Il fut autorisé le 5 février 1793 à prendre le nom de Fabricius choisi par lui. 
En janvier 1793, il fut chargé par le conseil de l'exécutif d'une mission en Belgique. En 1793, il devient greffier au tribunal révolutionnaire et il garda sa place au tribunal thermidorien.

## Sources
- Histoire de la Révolution française de Jules Michelet